# 花尾町 (鹿児島市)
花尾町（はなおまち）は、鹿児島県鹿児島市の町。旧薩摩国日置郡郡山郷厚地村、日置郡郡山村大字厚地、日置郡郡山町大字厚地。郵便番号は891-1101。人口は816人、世帯数は442世帯（2020年4月1日現在）。
「さつま日光」とも呼ばれる花尾神社や、古くから山岳信仰の対象となっている花尾山がある。江戸時代には薩摩藩主島津氏と縁の深い大乗院の寺社領であり、公役免除の特権が与えられた。2004年（平成16年）の市町村合併の際に厚地から花尾町に名称を変更している。

## 地理
鹿児島市北西部に位置しており、花尾山、八重山に連なる山岳地帯に囲まれた盆地にある。町域内を花尾山を源流とする甲突川支流川田川が流れる。川田川と宮脇川流域に水田が開けており、その付近に集落が点在している。集落は北から岩戸、大平、花尾、宮脇、大下、丸山がある。南端の集落には鹿児島市立花尾小学校、花尾保育所、花尾簡易郵便局、花尾神社が所在している。
町域の北方には姶良市蒲生町白男、薩摩川内市入来町浦之名、南方には鹿児島市油須木町、同市東俣町、東方には鹿児島市本名町、西方には鹿児島市郡山町がそれぞれ接している。
町域の中央を姶良市蒲生地域と小山田町を結ぶ鹿児島県道211号小山田川田蒲生線が南北に通っており、西方には出水市からさつま町を経て鹿児島市を結ぶ国道328号が通っている。

### 山岳
町域の東部に聳える花尾山は標高540mの山であり、本名町（旧鹿児島郡吉田町）との境界上に位置する。山頂には熊野権現が祀られている。花尾山は甲突川支流川田川の源流ともなっている。古くより山岳信仰の対象とされており、かつては修験者の行場も存在していたという。花尾山の名称の由来について、「花尾権現註縁起」では以下のように記述されていると「郡山郷土史」に記載されている。
花尾嶽は薩州満家院厚智邑の高山の名なり、此の山の絶頂に本と熊野権現鎮座し玉ふが故に、修練の者春の祭りに野躑躅・山躑躅などの千種の花を折り供しけり、元より絶頂南北の峯に花多く、山上山下にも花多ければ花尾の名を呼ぶなり—花尾権現註縁起

## 歴史

### 花尾神社の創建と満家院東俣名

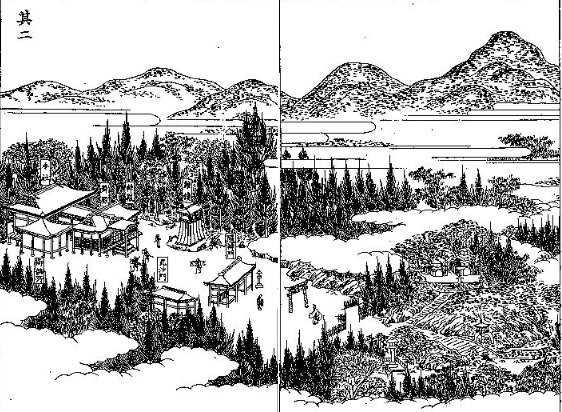
江戸時代後期に編纂された三国名勝図会に掲載されている花尾大権現社

厚地という地名は鎌倉期より見え、薩摩国満家院のうちであった。中世には厚地は東俣名のうちであったとされる。三国名勝図会でも花尾神社は東俣村に置かれていると記載されているなど、東俣との結びつきが強かったという。古くは大蔵氏が治めていた。大蔵氏が承久の乱で没落し、大隅の豪族である税所氏が治めることとなり、その後島津氏の支配下となった。
建保6年に島津家初代当主島津忠久が母である丹波局を祀るため厚地の地に花尾神社を創建し、厚地と東俣（現在の東俣町）は花尾神社と花尾神社の別当院平等王院に寄進された。第15代藩主島津貴久（在位：1526年～1566年）の時代に真言宗鹿児島大乗院の支配下となり、同院の領地となった。厚地は厚智とも書かれ、「花尾権現註縁起」によると花尾山及びその麓の地名として呼ばれており、資料として残っているものとしては、花尾神社創建時に献納された鏡に「厚智」と記されているものが初見とされている。

### 厚地村の成立、大乗院領時代

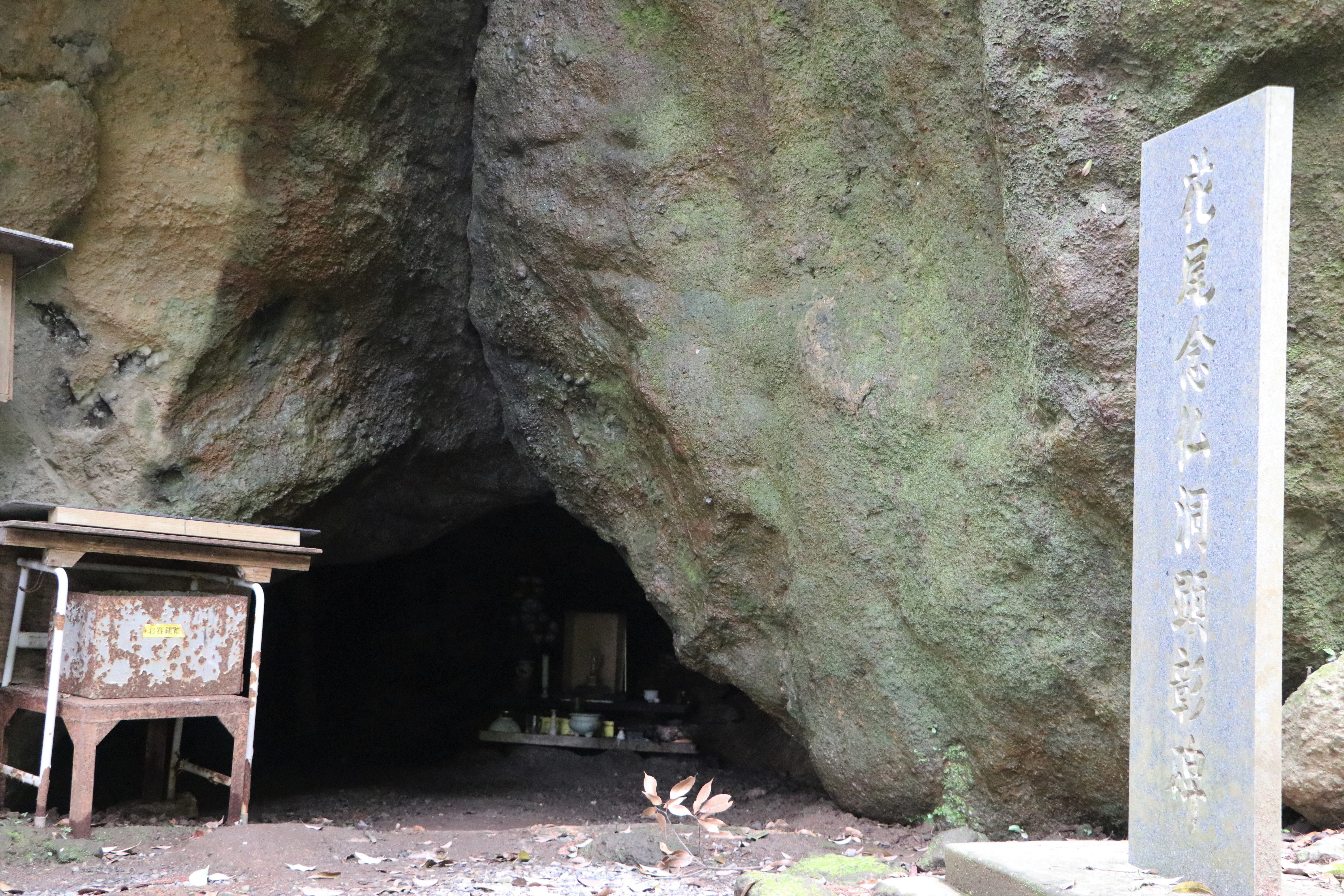
一向宗の隠れ念仏洞

江戸時代の体制下では薩摩国日置郡郡山郷（外城）のうちであった。江戸時代の前期から中期にかけて東俣村から分村し、厚地村として設置されたとされる。「三州御治世要覧」によると延享（1744年～1748年）以前に分村したと記載されている。村高は「旧高旧領取調帳」では895石余（うち20石は花尾神社の別当院平等王院領）、「郡山郷土史」によると明治初年は897石余であったとある。江戸時代の厚地村は郡山郷のうちであったが、大乗院の支配下に置かれ、1712年（正徳2年）には福昌寺領であった谿山郡宇宿村（現在の鹿児島市宇宿）と同様に大乗院領である厚地村に対しても公役免除の特権が与えられた。
江戸時代の薩摩藩は一向宗の信仰を禁じていたが、厚地の信者は隠れ念仏洞を建設し密かに念仏行を行っていたとされる。
「郡山郷土史」によると明治15年ごろの村落別士人口では、厚地村は村落の戸数に対する武士の比率が極めて低いとされているが、厚地村は寺社領であり社家が勢力を持っていたのではないかと推測している。「鹿児島県地誌」に掲載されている同年ごろの人口は1,268人であった。

### 明治の統治制度の変更と町村制施行による大字設置
明治5年に大区小区制が公布され、これに伴い郡山郷の区域が第21大区となり厚地村は第3小区となった。1878年（明治11年）には郡区町村編制法が施行され日置郡の管轄下となり、厚地にも戸長役場が設置された。
1889年（明治22年）には町村制が施行されたのに伴い、それまで郡山郷を構成していた厚地村、東俣村、川田村、油須木村、郡山村、西俣村の6村を合併し郡山村が自治体として発足した。これに伴い、それまでの厚地村は郡山村の大字「厚地」となった。

### 学校を巡る対立と花尾小学校
明治初期に厚地に小学校が設置されたが、1892年（明治25年）に東俣簡易科小学校と合併し、大字厚地、大字川田、大字東俣を学区とする南方尋常小学校が3大字のほぼ中央部に設置された。
大正に入り南方小学校は生徒数が増加したため、校舎の増築か敷地の移転を検討する必要が生じた。この際に移転候補地として湯屋原地区が挙げられたが、通学距離が遠くなる大字厚地の北部の岩戸、茄子田の集落が移転の反対に強力に反対し、その結果校区民大会では多様な案が出され収拾がつかななくなったと鹿児島朝日新聞で報道された。また、分立の案も提案され、これに反対する生徒による同盟休校（ストライキ）が発生した。
その後南方と花尾の2校分離案派と南方1校維持増設案派が学区外の村議会議員を巻き込んだ形で対立を極め、1917年（大正6年）に父兄会において投票が行われ1校維持増築案派が多数となり、1校維持増築案派が郡山村長に実行を求めたがこれの処理に窮して辞表を提出するに至った。これに伴って助役が臨時村会で本件の可否を採ったところ、2校分立派が多数となったが以降も両派の対立が激化していき、1校維持増設案派が多くを占める大字東俣が郡山村から分離して隣接する伊敷村への編入することを鹿児島県に申請する事態にまで発展したが、県からは却下された。
最終的には村の有力者であり村会議員であった成尾庄之焏の説得により2校分離とすることになった。1920年（大正9年）に当時東俣に設置されていた南方尋常小学校（現在の鹿児島市立南方小学校）より分離され、花尾尋常小学校として新設された。1922年（大正11年）には花尾尋常小学校に高等科を併設し花尾高等尋常小学校となった。その後1941年（昭和16年）に国民学校令が施行され花尾尋常小学校は国民学校となり、第二次世界大戦終戦後1947年（昭和22年）の学校教育法の施行により花尾国民学校を郡山村立花尾小学校と改めた。

### 昭和以後の厚地・花尾町
1927年（昭和2年）に伊敷村小山田の塚田から厚地までの道路が開通し、乗合自動車の路線が敷設されるなど交通の便が向上した（詳細は交通節を参照）。
1956年（昭和31年）郡山村が下伊集院村の一部を編入すると同時に町制施行し郡山町となり、郡山町の大字となった。2002年（平成14年）4月23日に地内にある花尾神社の本殿が鹿児島県の指定有形文化財に指定された。
2004年（平成16年）11月1日に郡山町が吉田町、松元町、喜入町、桜島町と共に鹿児島市に編入された。合併に際して設置された法定合併協議会である鹿児島地区合併協議会における協議によって、郡山町の区域の大字については「字の区域を廃止し、当該廃止された字の区域に相当する区域により新たに町の区域を設定し、その名称については表示案に基づき、各町の意向を尊重し合併までに調整するものとする」と協定された。
前述の協定に基づいて、合併前の10月26日に鹿児島県の告示である「 町の区域の設定及び字の廃止」が鹿児島県公報に掲載された。この告示の規定に基づき、それまでの大字厚地は廃止され、大字厚地の全域を以て新たに鹿児島市の町「花尾町」が設置された。

## 文化財

### 県指定
- 花尾神社本殿（附宮殿三基）・祝詞殿・幣殿・拝殿（有形文化財（建造物））[36][30]

### 市指定
鹿児島市指定の文化財は以下のとおりである。
- 茄子田の田の神（有形民俗文化財）
- 岩戸の疱瘡踊り（無形民俗文化財）
- 花尾の太鼓踊り（無形民俗文化財）
- 大平の獅子舞（無形民俗文化財）
- 花尾神社の石塔群（史跡）
- 郡山花尾神社の社叢林（天然記念物）

## 人口
以下の表は国勢調査による小地域集計が開始された1995年以降の人口の推移である。
| 年                 | 人口  |
| ------------------ | ----- |
| 1995年（平成7年）  | 1,266 |
| 2000年（平成12年） | 1,180 |
| 2005年（平成17年） | 1,105 |
| 2010年（平成22年） | 981   |
| 2015年（平成27年） | 857   |

## 施設

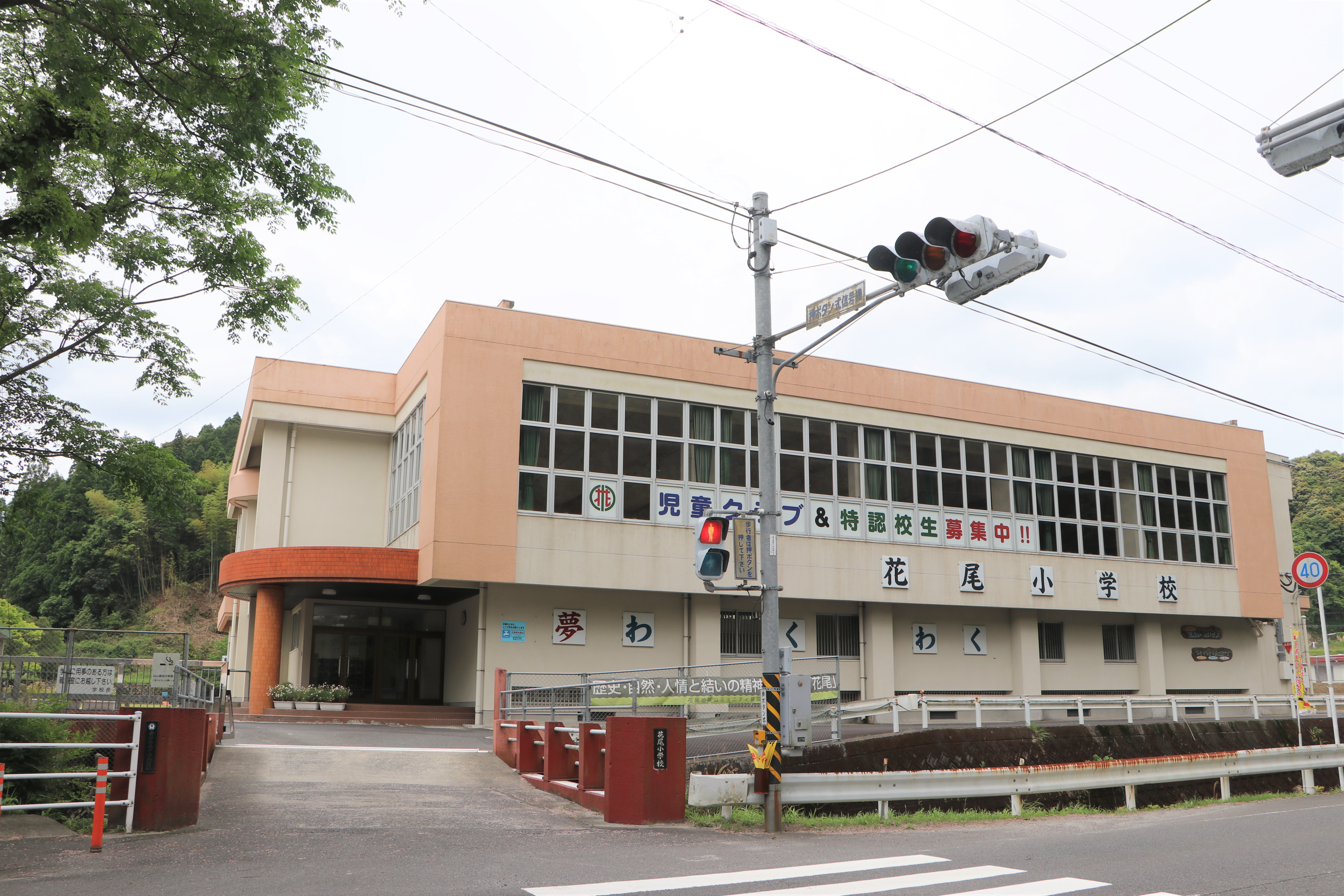
鹿児島市立花尾小学校

### 公共
- 郡山花尾運動場（1983年（昭和58年）完成[42]）
- 八重山公園（1992年（平成4年）開園[43]）

### 教育
- 鹿児島市立花尾小学校（1920年（大正9年）設置）
- 花尾保育所（1975年（昭和50年）農山村保育所が改組し郡山町立となる[42]）

### 郵便局
- 花尾簡易郵便局（1971年（昭和46年）開設[42]）

### 寺社
- 花尾神社（1218年（建保6年）創建）
建保6年に島津忠久が母である丹波局を祀るため創建されたとされる神社であり[10][15]、源頼朝、丹後局、僧永金を主神として祀る[7]。本殿が絢爛豪華であることからその美しさを日光東照宮に例えて「さつま日光」とも呼ばれる[7][30]。鹿児島城下から花尾神社に至る道路は「花尾街道」と呼ばれる街道であり、参拝者が多く花尾神社に詣でることを花尾詣と言った[44]。2002年（平成14年）4月23日に鹿児島県の指定有形文化財に指定された[30]。

## 小・中学校の学区
市立小・中学校に通う場合、学区（校区）は以下の通りとなる。一部番地は小学校区が未設定となっているため問い合わせが必要である。
| 町丁   | 番・番地       | 小学校               | 中学校               |
| ------ | -------------- | -------------------- | -------------------- |
| 花尾町 | 4487-4636      | 未設定区域           | 鹿児島市立郡山中学校 |
| 花尾町 | 上記を除く全域 | 鹿児島市立花尾小学校 | 鹿児島市立郡山中学校 |

## 交通

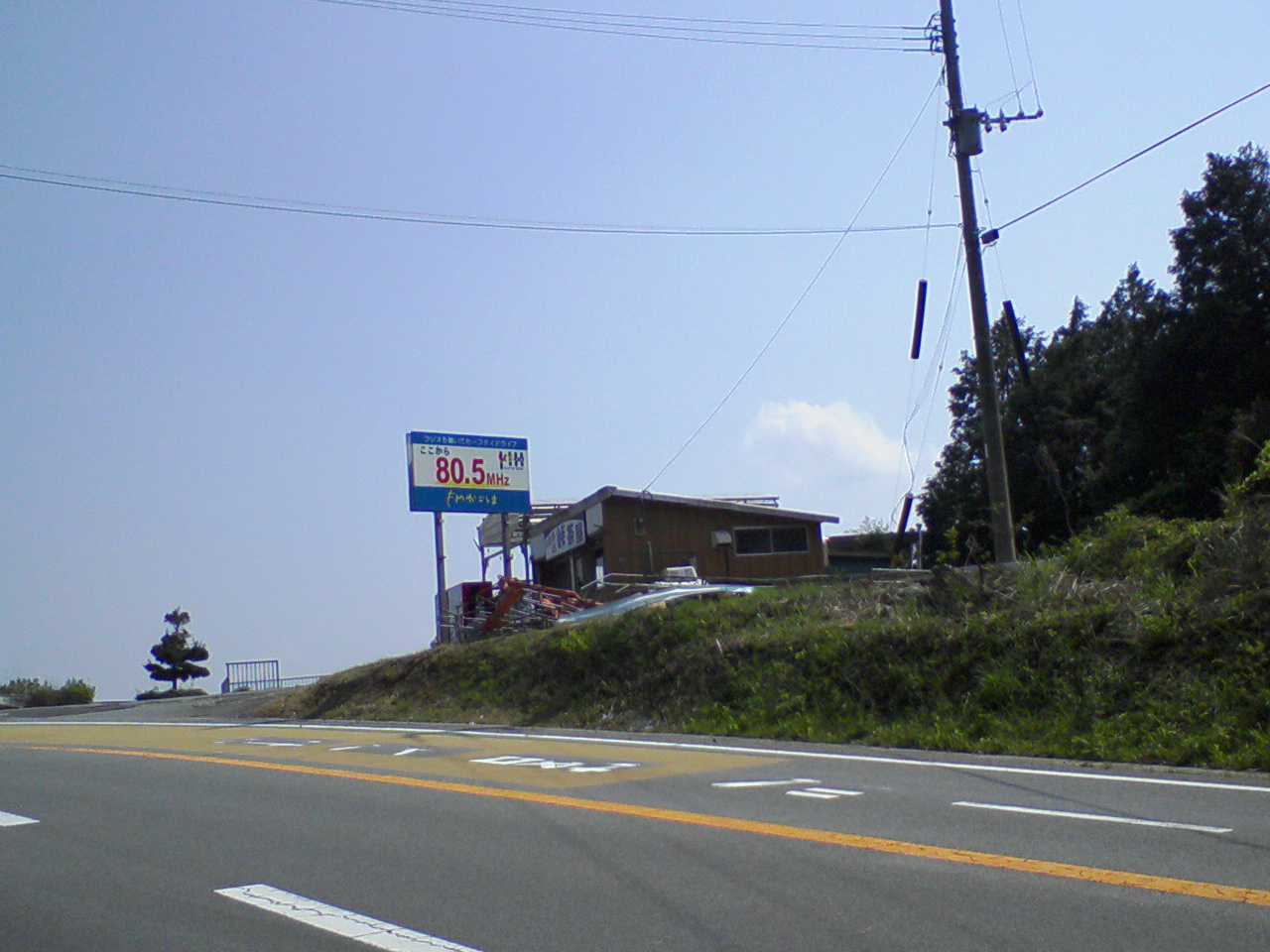
入来峠

1927年（昭和2年）頃に現在の県道211号小山田川田蒲生線の一部となる厚地から伊敷村小山田塚田までの道路が開通した。この路線を利用し鹿児島市と厚地を結ぶ営業免許を馬場自動車が取得。厚地から乗合自動車の定期便が運行されるようになったが、第二次世界大戦によるガソリン不足により廃業に追い込まれた。第二次世界大戦後の1947年（昭和22年）には伊敷村小山田の塚田から花尾を経て宮之城線宮之城駅に至る路線、1951年（昭和26年）には花尾から蒲生に至る国鉄バスの路線が開設された。
昭和40年代より国道328号（当時県道）の入来峠付近の改良工事が着手され、1980年（昭和55年）に厚地工区が竣工、1990年（平成2年）には国道328号の入来峠の峠大橋が登坂車線を含めた3車線で開通し郡山地区の国道328号の改良が完了した。

### 道路
一般国道
- 国道328号

一般県道
- 鹿児島県道211号小山田川田蒲生線